# رينيه هنريكسن
رينيه هنريكسن (بالدنماركية: René Henriksen)‏ (مواليد 27 أغسطس 1969) هو لاعب كرة قدم. يلعب مع منتخب الدنمارك لكرة القدم. سبق له أن لعب في كأس العالم لكرة القدم مع منتخب بلاده.

## مسيرته الكروية
لعب رينيه هنريكسن خلال مسيرته الاحترافية مع ناديين في خمسة عشر موسمًا وسجل خلالها 4 أهداف ضمن 234 مباراة. حيث فاز في موسمين بالكأس وفي موسم واحد بالدوري.
خاض رينيه هنريكسن مسيرته مع نادي أوبه في موسم 1992–93 في المرة الأولى ليلعب معه ثمانية مواسم ثم في موسم 2005–06 لمدة موسم واحد، مشاركًا طوالها في 98 مباراة سجل خلالها هدفين. ثم انتقل إلى نادي باناثينايكوس في موسم 1999–00 ليلعب معه ستة مواسم، حيث شارك في 136 مباراة سجل خلالها هدفين أيضًا.

## روابط خارجية
- رينيه هنريكسن على موقع الاتحاد الدولي (مؤرشف)  (الإنجليزية)
- رينيه هنريكسن على موقع قاعدة بيانات كرة القدم.إي يو (الإنجليزية)
- رينيه هنريكسن على موقع ناشيونال فوتبول تيمز (الإنجليزية)